# Mantispa agapeta
Mantispa agapeta is een insect uit de familie van de Mantispidae, die tot de orde netvleugeligen (Neuroptera) behoort. 
Mantispa agapeta is voor het eerst wetenschappelijk beschreven door Navás in 1914.